# Niedźwiadka (Litwa)
Niedźwiadka (lit. Lokinė) – opuszczona wieś na Litwie, w rejonie wileńskim, 6 km na północ od Ławaryszek.

## Historia
W dwudziestoleciu międzywojennym leżała w Polsce, w województwie wileńskim, w powiecie wileńsko-trockim, w gminie Mickuny.
Po II wojnie światowej w granicach Związku Sowieckiego. Od 1991 na niepodległej Litwie.